# 121년

## 연호
- 후한(後漢) 영녕(永寧) 2년
- 후한(後漢) 건광(建光) 원년

## 기년
- 후한(後漢) 안제(安帝) 15년
- 신라(新羅) 지마 이사금(祗摩泥師今) 10년
- 고구려(高句麗) 태조대왕(太祖大王) 69년
- 백제(百濟) 기루왕(己婁王) 45년

## 사건
- 4월 왜가 대규모로 신라를 습격하다.
- 한나라가 고구려를 공격하다.

## 탄생
- 4월 26일 - 로마 제국 황제 마르쿠스 아우렐리우스